# Уриса, Себастьян
 Себастьян Уриса Вега (исп. Sebastián Uriza Vega; 1861, Блуфилдс, Берег Москитов, Никарагуа — ?) — никарагуанский политический деятель, временный Президент Никарагуа в 1926 году.

## Биография
Себастьян Уриса  родился в 1861 году в Блуфилдсе, административном центре британского протектората Берег Москитов, который в том же 1861 году стал автономной резервацией под суверенитетом Никарагуа. В 1894 году по решению президента Хосе Сантоса Селайи Москитный берег был занят никарагуанской армией и официально включён в состав страны как один из её департаментов. Себастьян Уриса вступил в оппозиционную режиму Селайи Консервативную партию Никарагуа и в 1907 году принял участие в неудачном антиправительственном заговоре. В июле того же года он был арестован и заключён в тюрьму в Гранаде, однако уже 7 августа, после судебного разбирательства, был освобождён под залог в 50 000 песо. После свержения Селайи в 1909 году Себастьян Уриса был избран по спискам своей партии в Учредительное собрание от местечка Эль-Рама, а затем, в 1911 году, в новое Национальное учредительное собрание от Блуфилдса. Его подпись в числе подписей других депутатов стояла под Конституцией 1912 года. В 1913 году Уриса был избран в парламент уже от северного департамента Эстели, занял пост председателя Сената и в этом качестве 27 февраля 1919 году подписал декрет о принятии нового гимна Никарагуа. В 1920 году президент Эмилиано Чаморро по предложению Себастьяна Урисы переименовал город Сан Педро де Метапа в Сьюдад-Дарио в честь никарагуанского поэта Рубена Дарио. 14 марта 1923 года как председатель Сената Уриса подписал декрет о ратификации Вашингтонской конвенции об унификации трудового законодательства США и республик Центральной Америки.
30 октября 1926 года, в разгар Конституционалистской войны, президент Эмилиано Чаморро под давлением США подал в отставку в соответствии со ст.106 Конституции. Новым президентом страны по рекомендации Госдепартамента США должен был стать Адольфо Диас, однако для его избрания требовалось созвать заседание Национального конгресса. В тот же день, 30 октября, сенатор Уриса назначил генерала Чаморро главнокомандующим армией, при том, что тот формально продолжил исполнять президентские обязанности. В последующие дни были приняты решения о возвращении в Конгресс сенаторов и депутатов, изгнанных Э.Чаморро, а также о замене консерваторами национал-либеральных депутатов, незаконно назначенных президентом Бартоломе Мартинесом в 1925 году. Чрезвычайная сессия Национального конгресса собралась в Манагуа 11 ноября 1926 года, приняла отставку Эмилиано Чаморро и избрала Адольфо Диаса новым президентом Никарагуа. До вступления Диаса в должность Себастьян Уриса как председатель Сената три дня исполнял обязанности главы государства. 14 ноября 1926 года Адольфо Диас принёс присягу президента и вскоре был признан США. Себастьян Уриса вернулся к исполнению обязанностей председателя Сената.
О дальнейшей судьбе Себастьяна Урисы на данный момент информации нет.